# 埃达·埃德姆
埃达·埃德姆·丁达尔（土耳其語：Eda Erdem Dündar，1987年6月22日—）是土耳其女子排球運動員，場上位置為中間手。現時效力於土超豪門球隊費內巴切女排俱樂部。
埃达在2005年開始成為土耳其國家女子排球隊一員，並是擔任隊長一職。她在多個國際賽事取得最佳中間手。

## 獎項

### 个人荣誉
- 2015年歐洲女子排球錦標賽：最佳中間手
- 2015-16赛季歐洲女排聯賽冠軍盃：最佳中間手
- 2017年歐洲女子排球錦標賽：最佳中間手
- 2018年女子排球國家聯賽：最佳中間手

### 俱樂部
- 2010–11赛季歐洲女排聯賽冠軍盃： - 銅牌（費內巴切女排俱樂部）
- 2011年土耳其冠軍杯： - 銀牌（費內巴切女排俱樂部）
- 2011–12赛季歐洲女排聯賽冠軍盃： - 金牌（費內巴切女排俱樂部）
- 2012年世界女排俱樂部錦標賽： - 銅牌（費內巴切女排俱樂部）
- 2013-14赛季土耳其女排超級聯賽： - 銀牌（費內巴切女排俱樂部）
- 2013年土耳其杯： - 銀牌（費內巴切女排俱樂部）
- 2014年土耳其冠軍杯： - 銀牌（費內巴切女排俱樂部）
- 2014年土耳其杯： - 金牌（費內巴切女排俱樂部）
- 2014-15赛季土耳其女排超級聯賽： - 金牌（費內巴切女排俱樂部）
- 2014年土耳其冠軍杯： - 金牌（費內巴切女排俱樂部）
- 2016年土耳其杯： - 金牌（費內巴切女排俱樂部）
- 2016-17赛季土耳其女排超級聯賽： - 金牌（費內巴切女排俱樂部）
- 2017-18赛季土耳其女排超級聯賽： - 銅牌（費內巴切女排俱樂部）
- 2018-19赛季土耳其女排超級聯賽： - 銅牌（費內巴切女排俱樂部）

### 國家隊
- 2017年歐洲女子排球錦標賽： - 銅牌
- 2018年女子排球國家聯賽： - 銀牌
- 2019年歐洲女子排球錦標賽： - 銀牌

## 外部連結
| 獎項        | 獎項                                  | 獎項                                             |
| ----------- | ------------------------------------- | ------------------------------------------------ |
| 前任： 首任 | 女子排球國家聯賽 最佳中間手 2018 2021 | 繼任： 喬凡娜·史提凡洛域 安娜·卡洛琳娜·達·席爾瓦 |